# Мансфельд-Зюдгарц
Мансфельд-Зюдгарц (нем. Mansfeld-Südharz) — район в Германии в земле Саксония-Анхальт, с административным центром в городе Зангерхаузен.
Занимает площадь 1448,82 км². Численность населения составляет 143246 человек (на 31 декабря 2013 года). Плотность населения — 99 человек/км².
Район был организован 1 июля 2007 года в рамках территориальной реформы земли Саксония-Анхальт.

## Города и коммуны
Независимые
1. Альштедт (8089)
2. Арнштайн (7067)
3. Гербштедт (7657)
4. Хетштедт (14665)
5. Лютерштадт-Айслебен (24284)
6. Мансфельд (9327)
7. Зангерхаузен (27830)
8. Зегебит-Мансфельдер (9325)
9. Зюдгарц (9807)

Управление Гольден-Ауэ
1. Берга (1745)
2. Брюккен-Хакпфюффель (1034)
3. Эдерслебен (1033)
4. Кельбра (3509)
5. Валльхаузен (2540)

Управление Мансфельдер-Грунд-Хельбра
1. Альсдорф (1621)
2. Бендорф (2111)
3. Бланкенхайм (1261)
4. Борнштедт (830)
5. Хельбра (4154)
6. Хергисдорф (1639)
7. Клостермансфельд (2484)
8. Виммельбург (1234)

(31 декабря 2013)

## Политика
15 июня 2014 года на пост ландрата района была избрана Ангелика Кляйн.

## Достопримечательности
- Крест Йозефа